# 长春市一零三中学
长春市103中学简称103中，又称为长春第二外国语学校，是长春市市重点中学，有三个校区，分别位于亚泰校区位于亚泰大街和西三道街交汇，大经校区位于大经路与平治街交汇，东湾校区位于南关区永宁路信达东湾半岛附近。

## 历史
103中始建于1962年，是长春市建立较早的初级中学之一。

## 学校现状
目前，103中是长春市市著名公立初级中学之一，是幼儿小学初中一体化学校。现有39个教学班，学生4000余人，在岗教职工261人。学校拥有标准设施齐全的实验室、计算机房、标准的400米塑胶跑道体育场以及篮球场等健身教学设施。现任校长高海燕。

## 学校教育精神
“追求卓越，做豪迈的103人”